# Plecháčův mlýn
Plecháčův mlýn v Dolním Javoří v okrese Jičín je vodní mlýn, který stojí na východním okraji obce na bezejmenném potoce. Je chráněn jako nemovitá kulturní památka České republiky.

## Historie
Mlýn pochází z počátku 19. století.

## Popis
Přízemní jednopatrová zděná stavba obdélného půdorysu je postavena kolmo k vrstevnici na vysoké kamenné vyrovnávající podezdívce nad potokem. Ve štukové omítce má patrné nárožní kamenné pilíře. Zadní trakt je vyzděn z pískovcových neomítnutých kvádrů a cihel. Střecha je sedlová.
Souběžně s budovou mlýna stojí trojtraktová pilířová stodola s dřevěnými výplněmi, která uzavírá dvůr od severovýchodu; pilíře má z bílých cihel. Proti štítovému průčelí přes cestu se nachází původní kamenný sklípek s dřevěnými vrátky.
Voda na vodní kolo vedla náhonem. Po roce 1918 je zde uváděno jedno vodní kolo na svrchní vodu se spádem 6,5 metru.